# Аттал (полководець)
Аттал (дав.-гр. Άτταλος; 390 до н. е. — 336 до н. е.) — знатний македонець, воєначальник, наближений Філіпа II, а потім навіть його родич (дядько і опікун останньої дружини царя — Клеопатри).
Спровокував сварку між Філіпом і його сином Александром прямо на весільному бенкеті. Це стало однією з причин посилання Александра спочатку в Епір, а потім в Іллірію. Мав командувати однією з армій, які направляються Філіпом в Персію.
Страчений Александром незабаром після вбивства Філіпа, нібито за підбурювання Афін до бунту проти нового царя. Є версія, що Аттал і Філіп були суперниками в любові (не поділили хлопця на ім'я Павсаній). Інший непорядний вчинок Атталі — наруга над ще одним улюбленим Філіпа — теж Павсанієм. Цей злочин мав страшні для царя наслідки: Павсаній, не знайшовши захисту у Філіпа, який не побажав сваритися з новим родичем, вбив свого колишнього коханця.
Аттал також доводився родичем Парменіону — іншому наближеному Філіпа II. Цей факт став для Александра, який вже став царем, додатковим приводом при першій же можливості позбутися від Парменіона, який був дуже популярний в армії, але в чиїй відданості Александр не міг бути повністю впевнений.
Аттал з'являється і в фільмі Россена, і в фільмі Стоуна, присвячених Александру Македонському.